# Weggentalkirche

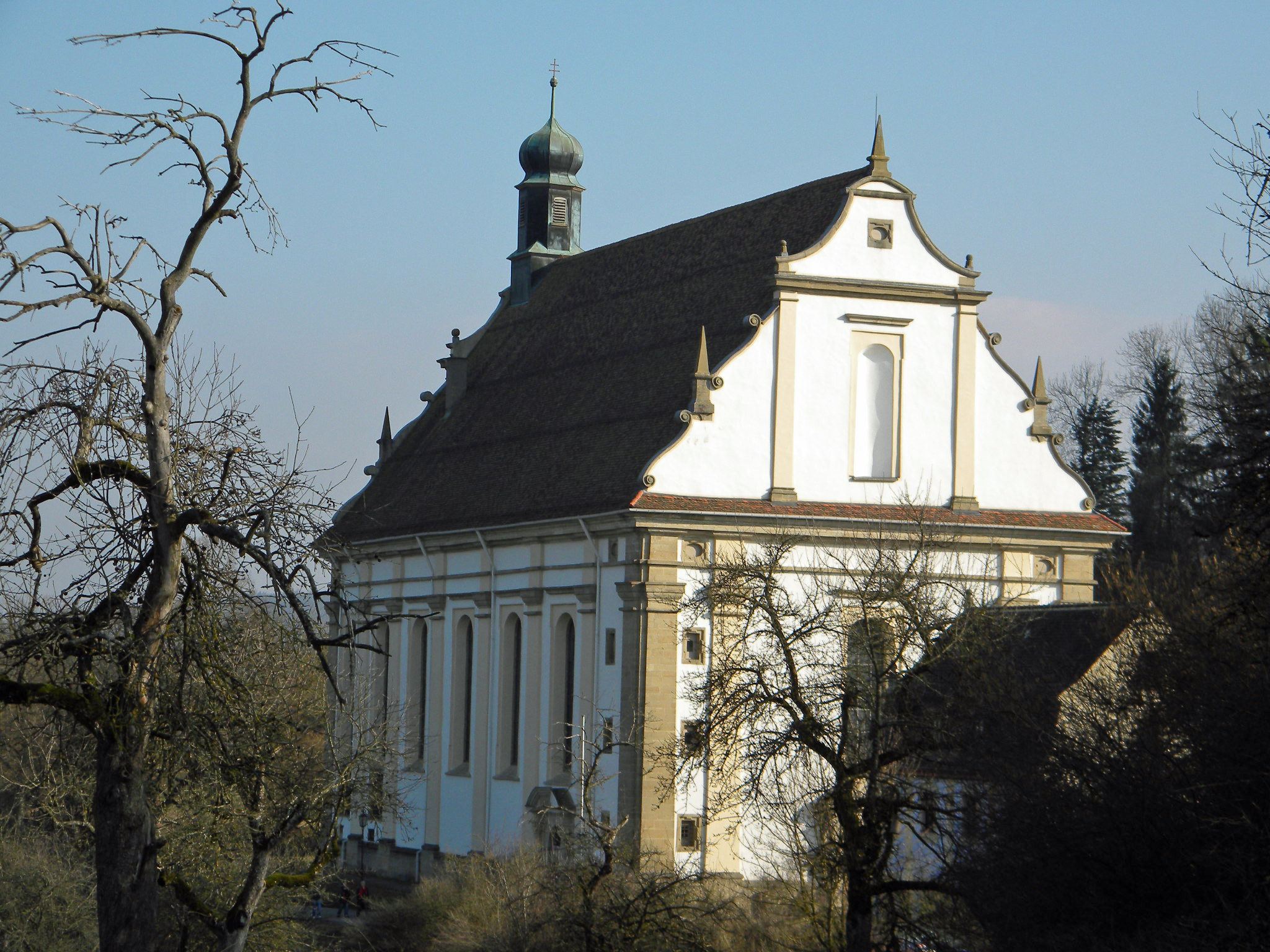
Weggentalkirche, davor das Mesnerhaus (2011)

Die Wallfahrtskirche zur Schmerzhaften Mutter Gottes im Weggental ist eine barocke Wallfahrtskirche bei Rottenburg am Neckar.

## Geschichte und Baubeschreibung

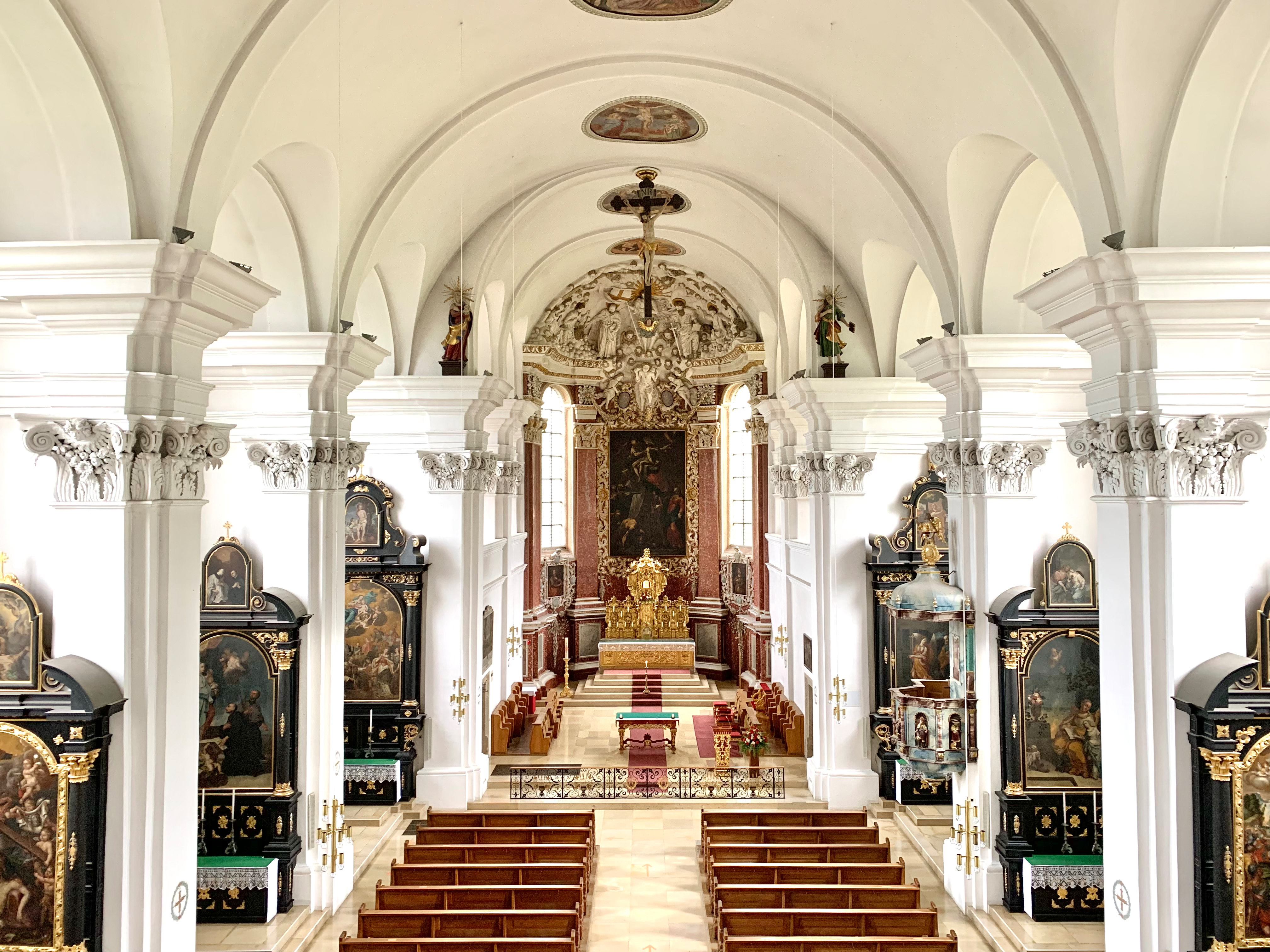
Kirchraum mit Blick zum Chor

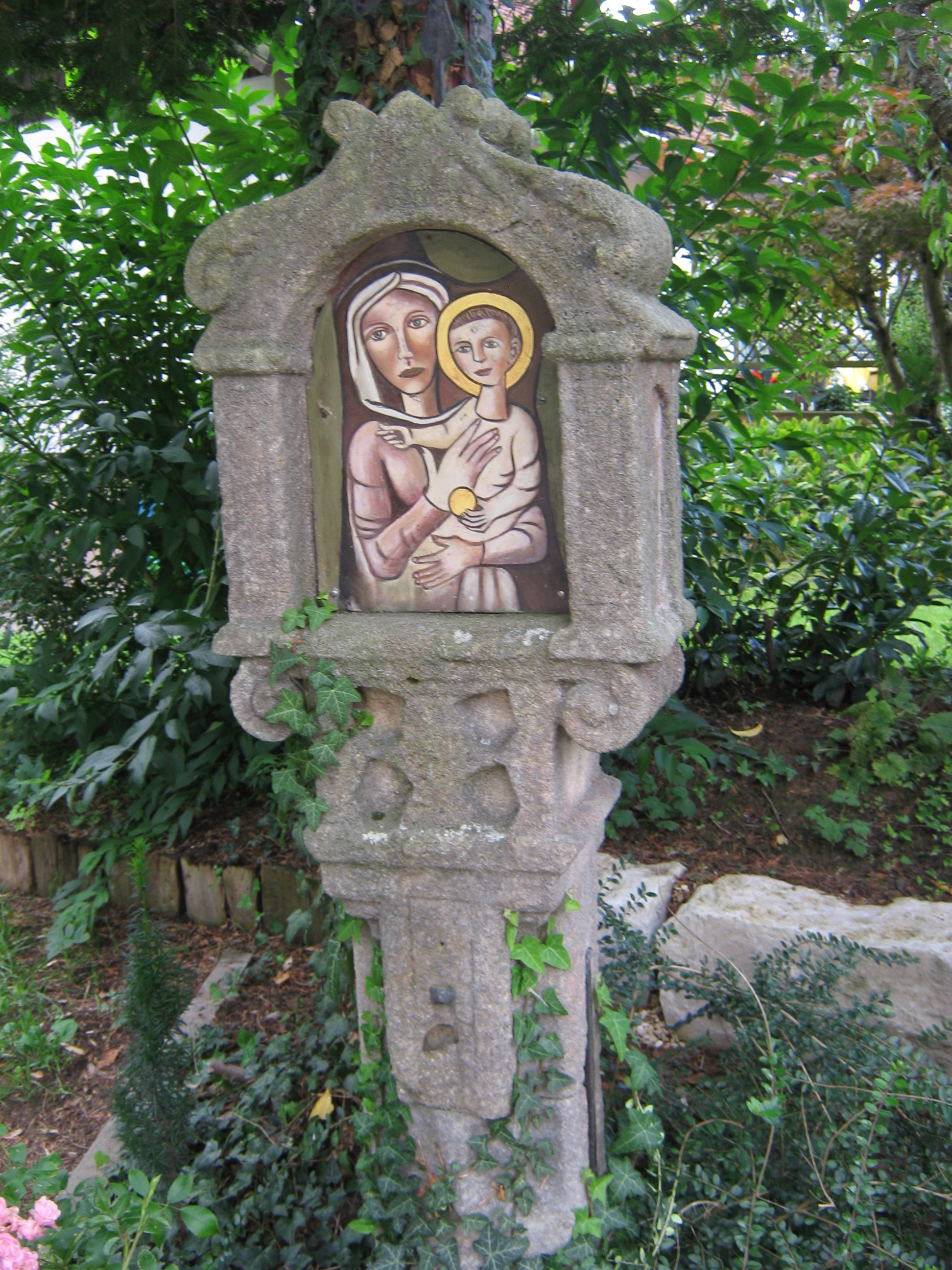
Bildstock auf halber Strecke zwischen Rottenburg und der Weggentalkirche im Jahr 2011

Ab 1450 bestand ein Bildstock mit einer kleinen Pietà am Wegrand von Rottenburg am Neckar nach Remmingsheim. 1521 wurde eine erste kleine Kapelle gebaut und es entstand eine Wallfahrt, die zunächst von den Chorherren von St. Moriz betreut wurde. 1658 wurde sie den Jesuiten übergeben. Eigentümerin der Kirche wurde aber die Stadtpfarrei St. Martin. Das Weggental besaß zu keiner Zeit eigenes Einkommen, keinen Haus- oder Grundbesitz und es bestanden auch keine Altarpfründen.
1682 begann der Bau der jetzigen Kirche nach dem Vorarlberger Münsterschema. Als Baumeister wird Michael Thumb angenommen. 1695 wurde sie fertiggestellt und am 29. Oktober desselben Jahres geweiht. Die Innenausstattung folgte im Lauf des ersten Drittels des 18. Jahrhunderts. Die Stuckaturen im Chor, um den Hochaltar und in der Apsiskalotte fertigte der Stuckateur Johann Georg Brix. Über der Apsis erhebt sich ein segnender Auferstehungschristus aus Stuck, umgeben von Engeln, links und rechts die vier Evangelisten sowie die Apostel Simon Petrus und Paulus. Das Bild des Hauptaltars von einem unbekannten Meister zeigt die Kreuzabnahme. Links und rechts vom Altarbild befinden sich Brustbilder von Joachim und Anna, den Eltern Mariens. Sie entstanden alle drei ebenfalls um 1700.
Die Seitenaltäre aus Holz wurden zwischen 1701 und 1732 gefertigt und sind seit der Renovierung in den 1960er Jahren schwarz und gold gefasst. Es ist anzunehmen, dass es sich dabei nicht um die originale Fassung handelt, sondern dass sie ursprünglich marmoriert bemalt waren.
Vorne links zeigt das Altarblatt Maria mit den 14 Nothelfern, vorne rechts Petrus’ Befreiung aus dem Gefängnis und Maria Magdalena. Die mittlere Nische links ist dem Gründer des Jesuitenordens Ignatius von Loyola gewidmet, der den Orden Maria weiht sowie die Jesuitenheiligen Aloisius und Stanislaus Kostka, in der rechten Seitenkapelle Maria mit ihrer Mutter Anna und Maria und Elisabeth.
Das Altarbild in der letzten Nische rechts zeigt die Heilige Ursula mit ihren Gefährtinnen. In den Seitenaltarnischen sind zudem barocke Bilder von 1657 angebracht, die auf der rechten Seite die sieben Freuden Mariens zeigen, die auf der linken die sieben Schmerzen. In der ersten Nische links vom Eingang wurde eine Renaissanceskulptur mit der Ohnmacht Mariens aufgestellt, wie sie von Helferinnen aufgefangen wird. Daneben steht eine weitere Skulptur mit den sieben Schmerzen Mariens, die als sieben Schwerter in ihrer Brust erscheinen.
Rechts in der Apsis befindet sich der Eingang zu einer Seitenkapelle mit einer bühnenbildartigen Darstellung des Heiligen Grabes. Der goldene in Wien gefertigte Hochaltar von 1730 ist ein Geschenk des Kaiserhauses der Habsburger. Seit der Aufhebung des Jesuitenordens 1773 wurde die Betreuung der Wallfahrt wieder von den Geistlichen der Stadtpfarrkirche St. Martin übernommen. Mit der Säkularisation drohte der Abriss der Kirche.
Überregional bekannt und von Sebastian Blau besungen ist die Weggentaler Krippe, die alljährlich vom 23. Dezember bis Lichtmess in vier Darstellungen präsentiert wird. Sie stammt von Leopold Lazaro. Sie wurde um 1835/1840 für die Waldhorn-Wirtin Kreszentia Fischer geschaffen. Diese stiftete sie 1850 dem Kloster.

## Orgel

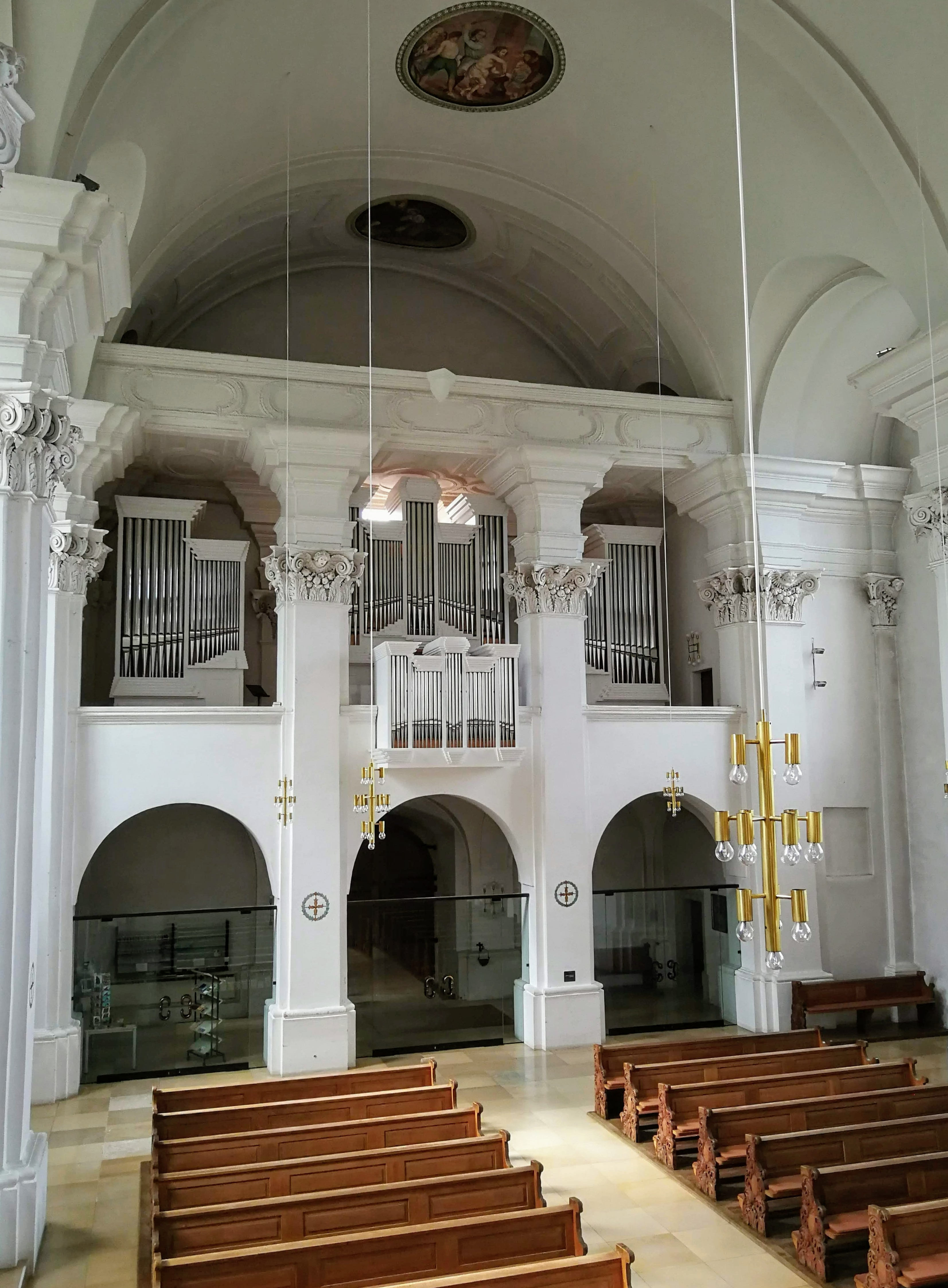
Blick zur Orgel

Die Orgel wurde 2014 von dem Orgelbauer Thomas Jann (Laberweinting) erbaut. Das Schleifladen-Instrument hat 32 Register auf drei Manualwerken und Pedal. Die Spieltraktur ist mechanisch, die Registertraktur elektrisch.
| I Rückpositiv C–g3 |                 |       |
| 1.                 | Rohrgedeckt     | 8′    |
| 2.                 | Prinzipal       | 4′    |
| 3.                 | Traversflöte    | 4′    |
| 4.                 | Sesquialtera II | 2 ⁄3′ |
| 5.                 | Gemshorn        | 2′    |
| 6.                 | Larigot         | 1 ⁄3′ |
| 7.                 | Scharff III     | 1′    |
| 8.                 | Dulzian         | 8′    |
|                    | Tremulant       |       |

| II Hauptwerk C–g3 |             |        |
| 9.                | Bordun      | 16′    |
| 10.               | Prinzipal   | 8′     |
| 11.               | Flauto      | 8′     |
| 12.               | Oktave      | 4′     |
| 13.               | Koppelflöte | 4′     |
| 14.               | Quinte      | 2 ⁄3′  |
| 15.               | Superoktave | 2′     |
| 16.               | Terz        | 1 3⁄5′ |
| 17.               | Mixtur IV   | 1 ⁄3′  |
| 18.               | Trompete    | 8′     |

| III Schwellwerk C–g3 |            |    |
| 19.                  | Gedeckt    | 8′ |
| 20.                  | Salicional | 8′ |
| 21.                  | Schwebung  | 8′ |
| 22.                  | Prästant   | 4′ |
| 23.                  | Rohrflöte  | 4′ |
| 24.                  | Mixtur IV  | 2' |
| 25.                  | Trompete   | 8′ |
| 26.                  | Oboe       | 8′ |
|                      | Tremulant  |    |

| Pedal C–f1 |               |     |
| 27.        | Prinzipalbass | 16′ |
| 28.        | Subbass       | 16′ |
| 29.        | Oktavbass     | 8′  |
| 30.        | Gedecktbass   | 8′  |
| 31.        | Posaunenbass  | 16′ |
| 32.        | Trompetenbass | 8′  |

- Koppeln: I/II, III/I, III/II (auch als Suboktavkoppel), I/P, II/P, III/P (auch als Superoktavkoppel)

## Wallfahrtsseelsorge
Auf Bitten von Bischof Paul Wilhelm von Keppler wurde die Kirche mit der Wallfahrt seit 1919 durch Franziskaner (OFM) der Thüringischen Franziskanerprovinz (Thuringia) betreut. Ihnen wurde das 1773 erbaute Mesnerhaus vor der Kirche als Wohnung zugewiesen. Dieses zweistöckige Rokokogebäude mit hohem Mansarddach wurde 1973 durch ein neues Konventsgebäude erweitert. Im Erdgeschoss des Mesnerhauses wurde eine Kapelle eingerichtet.
Seit 2010, nach Fusion der deutschen Franziskanerprovinzen, gehörte das Kloster in Weggenthal zur Deutschen Franziskanerprovinz (Germania). Die Franziskaner gaben das Kloster im Herbst 2016 mit einem Gottesdienst in der Klosterkirche, den Bischof Gebhard Fürst am 9. Oktober 2016 zelebrierte, auf; von Ende November 2016 bis Ende März 2019 übernahmen indische Karmeliten die Betreuung der Wallfahrt in Weggental. Aufgrund unterschiedlicher Vorstellungen des Ordens und der Diözese über die pastoralen Aufgaben der Patres vor Ort kündigte die Deutsche Provinz der Karmeliten den so genannten Gestellungsvertrag zum 31. Dezember 2018. Nach deren Weggang zum 31. März 2019 übernahmen zwei Priester aus Tansania und Nigeria die Seelsorge an der Kirche.
Die Diözese Rottenburg-Stuttgart entschied im Januar 2021, dass die Betreuung der Wallfahrt von einem Wallfahrtsrektor und einem weiteren pastoralen Mitarbeiter geleistet wird; der Standort soll zu einem Zentrum für Familienpastoral entwickelt werden. Am 1. Juni 2021 übernahm Johannes Holdt die Aufgabe des Wallfahrtsrektors; er war zuvor seit 1997 Stadtpfarrer von Schömberg in der Seelsorgeeinheit Oberes Schlichemtal.